# Benediktinergymnasium Villingen
Das Benediktinergymnasium Villingen in Villingen-Schwenningen wurde um 1670 gegründet und hatte bis 1806 Bestand. Heute beherbergt das Gebäude des ehemaligen Benediktinergymnasiums die Karl-Brachat-Realschule.

## Geschichte
Gegründet wurde das Gymnasium nach dem Dreißigjährigen Krieg. Seit 1670 war es für bis zu 12 Schüler vorgesehen. Eine Blütezeit erlebte die Schule im späten 18. Jahrhundert unter den Äbten Cölestin Wahl (1757–1778) und Anselm Schababerle (1778–1806). 1777 wurde die Schule zum Lyzeum hochgestuft und damit eine von vier vorderösterreichischen Schulen, die den philosophischen Kurs anbieten durften, der als Grundkurs zum Studium an den klassischen Fakultäten berechtigte.

## Mit dem Gymnasium verbundene Personen
Die folgenden Personen waren mit dem Benediktinergymnasium Villingen verbunden:
- Cölestin Wahl (Abt in den Jahren von 1757–1778)
- Anselm Schababerle (Abt in den Jahren von 1778–1806)
- Philipp Jakob Nabholz (1782–1842), Absolvent
- Gottfried Lumper (1747–1800), Lehrer
- Franz Sales Wocheler (1778–1848), Absolvent
- Andreas Benedict Feilmoser, Absolvent
- Trudpert Neugart  (1742–1825), Absolvent
- Aloys Hirt (1759–1837), Absolvent
- Basilius Meggle (1754–1830), Absolvent
- Victor Keller (1760–1827), Absolvent
- Bernhard Galura (1764–1856), Absolvent